# James Walker (kolarz)
James R. Walker (ur. w 1897, zm. w XX wieku) – południowoafrykański kolarz torowy i szosowy, dwukrotny medalista olimpijski.

## Kariera
Największe sukcesy w karierze James Walker osiągnął w 1920 roku, kiedy zdobył dwa medale podczas igrzysk olimpijskich w Antwerpii. Razem z Williamem Smithem w wyścigu tandemów zajął drugie miejsce, ulegając jedynie brytyjskiej drużynie w składzie: Harry Ryan i Thomas Lance. Na tych samych igrzyskach wspólnie z Williamem Smithem, Sammym Goosenem i Henrym Kaltenbrunnem zdobył brązowy medal w drużynowym wyścigu na dochodzenie. Ponadto wystartował w sprincie indywidualnym, w którym jednak odpadł we wczesnej fazie oraz wyścigu na 50 km i szosowym wyścigu indywidualnym, których nie ukończył. Nigdy nie zdobył medalu na torowych ani szosowych mistrzostwach świata.